# België op de Paralympische Zomerspelen 2000
België nam deel aan de Paralympische Zomerspelen 2000 in Sydney, Australië. 

## Medailleoverzicht
| Sport        | Olympiër                | Discipline               | Medaille |
| ------------ | ----------------------- | ------------------------ | -------- |
| Atletiek     | Kurt Van Raefelghem     | vijfkamp P13 (m)         | Goud     |
|              |                         |                          |          |
| Atletiek     | Benny Govaerts          | hardlopen 5000 m T38 (m) | Zilver   |
| Atletiek     | Gino De Keersmaeker     | discuswerpen F42 (m)     | Zilver   |
| Paardensport | Francis de Baerdemaeker | Verplichte kür Graad II  | Zilver   |
| Zwemmen      | Sabrina Bellavia        | 100 m schoolslag SB8 (v) | Zilver   |
|              |                         |                          |          |
| Atletiek     | Alex Hermans            | kogelstoten F36 (m)      | Brons    |
| Atletiek     | Thierry Daubresse       | kogelstoten F42 (m)      | Brons    |
| Atletiek     | Benny Govaerts          | hardlopen 1500 m T37 (m) | Brons    |
| Zwemmen      | Sabrina Bellavia        | 50 m vrije slag S9 (v)   | Brons    |

## Deelnemers en resultaten
(m) = mannen, (v) = vrouwen,  (g) = gemengd

### Atletiek
| Paralympiër         | Onderdeel            | Resultaat       | Prestatie         |
| ------------------- | -------------------- | --------------- | ----------------- |
| Alex Hermans        | Discuswerpen F36 (m) | 5               | 29.85 m           |
| Alex Hermans        | Kogelstoten F36 (m)  | Brons           | 11.28 m           |
| Benny Govaerts      | 1500 m T37 (m)       | Brons           | 4:33.81 s         |
| Benny Govaerts      | 5000 m T38 (m)       | Zilver          | 17:02.58 s        |
| Didier Simons       | Discuswerpen F42 (m) | 11              | 36.57 m           |
| Didier Simons       | Kogelstoten F42 (m)  | 12              | 10.34 m           |
| Didier Simons       | Vijfkamp P42 (m)     | dnf             | Niet gefinisht    |
| Gino De Keersmaeker | Discuswerpen F42 (m) | Zilver          | 45.54 m           |
| Gino De Keersmaeker | Kogelstoten F42 (m)  | 4               | 12.15 m           |
| Jan Gosselin        | 10.000 m T11 (m)     | dsq             | Gediskwalificeerd |
| Jan Gosselin        | Marathon T11 (m)     | 12              | 3:51:38 s         |
| Kurt Van Raefelghem | 100 m T13 (m)        | 6de in de heats | 11.71 s           |
| Kurt Van Raefelghem | Verspringen F13 (m)  | 4               | 6.50 m            |
| Kurt Van Raefelghem | Vijfkamp P13 (m)     | Goud            | 2981 pt           |
| Thierry Daubresse   | Kogelstoten F42 (m)  | Brons           | 12.53 m           |

### Boccia
| Paralympiër                   | Onderdeel           | Resultaat            | Prestatie |
| ----------------------------- | ------------------- | -------------------- | --------- |
| Jean-Luc Bero                 | Individueel BC3 (g) | Kwartfinales         |           |
| Pieter Cilissen               | Individueel BC3 (g) | Kwartfinales         |           |
| Jean-Luc Bero Pieter Cilissen | Duo's BC3 (g)       | 3de in de groepsfase |           |

### Paardensport
| Paralympiër             | Onderdeel                | Resultaat | Prestatie |
| ----------------------- | ------------------------ | --------- | --------- |
| Bert Vermeir            | Verplichte kür Graad III | 17        | 55.16 pt  |
| Bert Vermeir            | Vrije kür Graad III      | 14        | 59.05 pt  |
| Francis de Baerdemaeker | Verplichte kür Graad II  | Zilver    | 69.20 pt  |
| Francis de Baerdemaeker | Vrije kür Graad II       | 9         | 67.58 pt  |
| Jos Knevels             | Verplichte kür Graad IV  | 20        | 59.22 pt  |
| Jos Knevels             | Vrije kür Graad IV       | 14        | 64.08 pt  |

### Schietsport
| Paralympiër        | Onderdeel                   | Resultaat | Prestatie |
| ------------------ | --------------------------- | --------- | --------- |
| Jan Boonen         | Luchtpistool SH1 (m)        | 17        | 550 pt    |
| Jan Boonen         | Vrij pistool SH1 (g)        | 20        | 508 pt    |
| Jan Boonen         | Sportpistool SH1 (g)        | 5         | 563 pt    |
| Tim Schoeters      | Luchtgeweer liggend SH2 (g) | 13        | 591 pt    |
| Tim Schoeters      | Luchtgeweer staand SH2 (g)  | 7         | 694.1 pt  |
| Hans Peter Stamper | Luchtgeweer liggend SH2 (g) | 13        | 591 pt    |
| Hans Peter Stamper | Luchtgeweer staand SH2 (g)  | 9         | 589 pt    |

### Tafeltennis
| Paralympiër       | Onderdeel                | Resultaat            | Prestatie |
| ----------------- | ------------------------ | -------------------- | --------- |
| Robert Lorent     | Individueel Klasse 3 (m) | 3de in de groepsfase |           |
| Dimitri Ghion     | Individueel Klasse 4 (m) | 4                    |           |
| Antoine Maeck     | Individueel Klasse 4 (m) | 3de in de groepsfase |           |
| Nico Vergeylen    | Individueel Klasse 8 (m) | 8ste finales         |           |
|                   |                          |                      |           |
| Marie Line Pollet | Individueel Klasse 3 (v) | 4                    |           |

### Tennis
| Paralympiër                      | Onderdeel      | Resultaat    | Prestatie |
| -------------------------------- | -------------- | ------------ | --------- |
| Gert Vos                         | Enkelspel (m)  | 1ste ronde   |           |
| Roland Meersman                  | Enkelspel (m)  | 1ste ronde   |           |
| Roland Meersman Gert Vos         | Dubbelspel (m) | 1ste ronde   |           |
|                                  |                |              |           |
| Brigitte Ameryckx                | Enkelspel (v)  | kwartfinales |           |
| Christel Seyen                   | Enkelspel (v)  | 1ste ronde   |           |
| Brigitte Ameryckx Christel Seyen | Dubbelspel (v) | kwartfinales |           |

### Wielersport
| Paralympiër      | Onderdeel                     | Resultaat | Prestatie |
| Weg              | Weg                           | Weg       | Weg       |
| ---------------- | ----------------------------- | --------- | --------- |
| Emiel Timmermans | wegwedstrijd LC1 (g)          | 11        | 1:54:28 s |
| Guy Culot        | tijdrit 1.9 km CP Div 2 (g)   | 7         | 4:01 s    |
| Guy Culot        | tijdrit 5.4 km CP Div 1/2 (g) | 7         | 10:39 s   |

### Zwemmen
| Paralympiër         | Onderdeel                 | Resultaat       | Prestatie |
| ------------------- | ------------------------- | --------------- | --------- |
| Jonas Martens       | 100 m rugslag S9 (m)      | 5               | 1:10.12 s |
| Sebastian Xhrouet   | 200 m wisselslag SM6 (m)  | 7               | 3:17.22 s |
| Sebastian Xhrouet   | 400 m Vrije Slag S7 (m)   | 6               | 5:23.95 m |
|                     |                           |                 |           |
| Carine van Puyvelde | 100 m schoolslag SB12 (v) | 5               | 1:32.61   |
| Carine van Puyvelde | 100 m Vrije Slag S12 (v)  | 6de in de heats | 1:17.44 s |
| Sabrina Bellavia    | 50 m vrije Slag S9 (v)    | Brons           | 31.88 s   |
| Sabrina Bellavia    | 100 m schoolslag SB8 (v)  | Zilver          | 1:30.52 s |
| Sabrina Bellavia    | 100 m vrije Slag S9 (v)   | 6               | 1:09.48 s |
| Sabrina Bellavia    | 200 m wisselslag SM9 (v)  | 7               | 2:53.69 s |
| Sabrina Bellavia    | 400 m vrije Slag S9 (v)   | 8               | 5:25.80 s |